# Lomagna
Lomagna is een gemeente in de Italiaanse provincie Lecco (regio Lombardije) en telt 4157 inwoners (31-12-2004). De oppervlakte bedraagt 3,9 km², de bevolkingsdichtheid is 1356 inwoners per km².

## Demografie
Lomagna telt ongeveer 1598 huishoudens. Het aantal inwoners steeg in de periode 1991-2001 met 4,9% volgens cijfers uit de tienjaarlijkse volkstellingen van ISTAT.
| Jaar | Inwoneraantal |
| ---- | ------------- |
| 1991 | 3878          |
| 2001 | 4068          |

## Geografie
Lomagna grenst aan de volgende gemeenten: Carnate (MI), Casatenovo, Missaglia, Osnago, Usmate Velate (MI).